# Château de Villarzel
Ne doit pas être confondu avec Château de Villarzel (Vaud) ou Château de Villarsel-le-Gibloux.

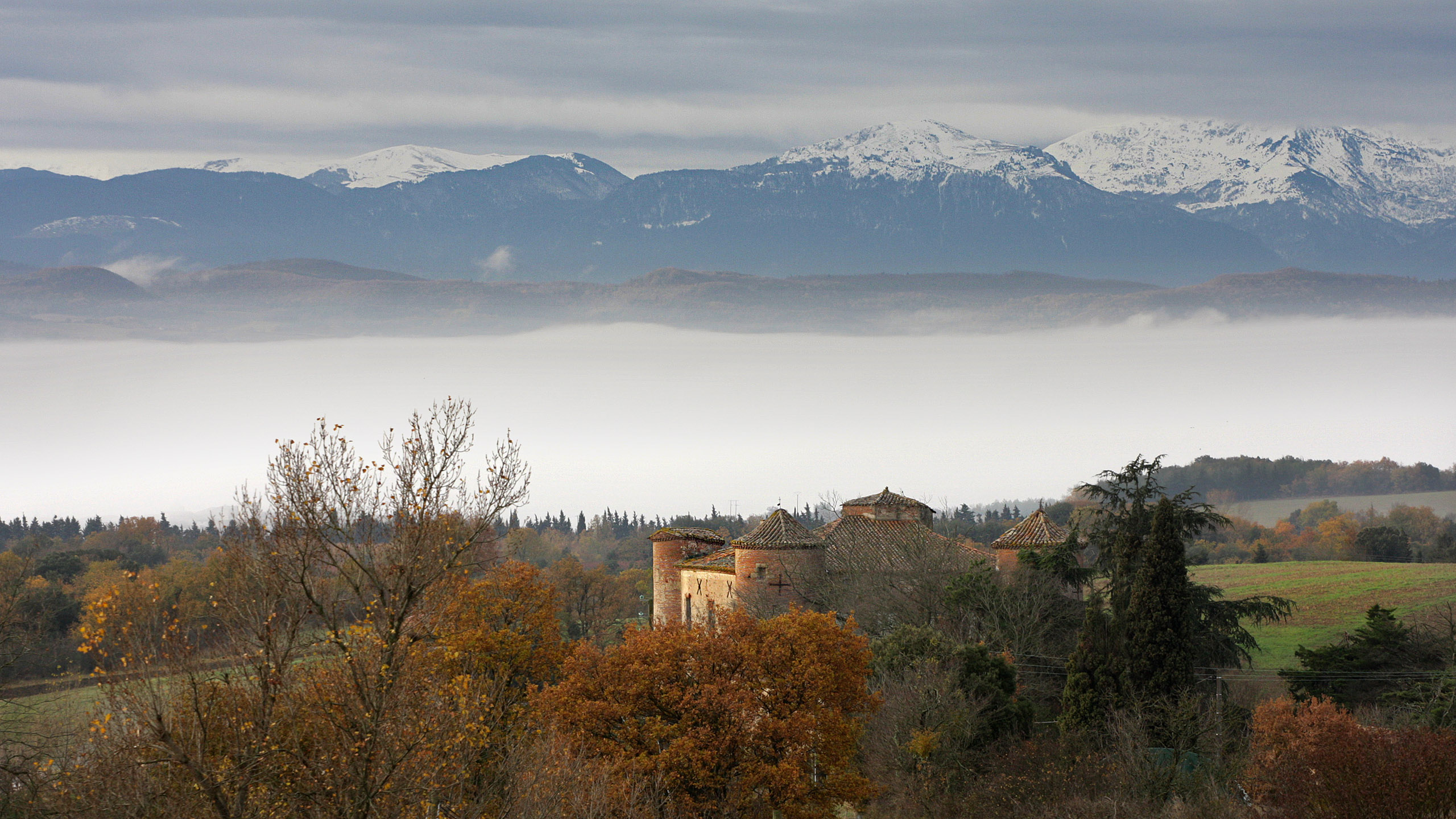

Le château de Villarzel est un château situé sur la commune de Villarzel-du-Razès, dans le département de l'Aude en France.

## Localisation
Le château est situé sur la commune de Villarzel-du-Razès, dans le département français de l'Aude.

## Historique
L'édifice est inscrit au titre des monuments historiques en 2006.